# Greg Kampe
Greg Kampe, (nacido el 5 de diciembre de 1955 en Defiance, Ohio) es un entrenador de baloncesto estadounidense que ejerce en la NCAA.

## Trayectoria
- Universidad de Toledo (1978-1984), (Ayudante)
- Universidad de Oakland (1984-)